# Moncef Zouhir
Moncef Zouhir, né le 30 octobre 1920 à Tunis et décédé le 28 mai 2000 à Tunis, est un homme d'affaires tunisien actif dans l'industrie papetière et des produits d'hygiène, un joueur de football et dirigeant de l'Espérance sportive de Tunis de 1985 à 1986.

## Carrière sportive
Il joue durant les années 1940 en tant qu'attaquant avec l'Espérance sportive de Tunis et termine meilleur buteur du championnat 1941-1942.
Il participe à la constitution de la Fédération tunisienne de rugby le 14 novembre 1970 et y occupe le poste de vice-président. Il préside ensuite l'Espérance sportive de Tunis en 1985-1986, période durant laquelle le club remporte la coupe de Tunisie de football.

## Carrière professionnelle
Pharmacien de formation, il contribue à la fondation de l'Ordre des pharmaciens tunisiens après l'indépendance, en juillet 1960. Il est élu au premier conseil de l'ordre en tant qu'assesseur.
Il fonde le groupe SOTUPA (Société tunisienne de pansements) en 1970, avec comme principale activité la production de coton hydrophile, compresses stériles et bandes de gaze.
Il crée en 1978 un département papier à la SOTUPA pour la production de mouchoirs, serviettes et rouleaux hygiéniques. Il commence à produire des couches pour bébés sous licence de la marque française Peaudouce en 1988 et de la gamme féminine Nana en 1994. L'année suivante, il passe la direction de la SOTUPA à son fils Aziz.

## Palmarès
- Champion de Tunisie en 1942
- Meilleur buteur du championnat de Tunisie de football en 1942